# Gustav Horns palats
| Till vänster: Medelhavsmuseet i Stockholm, sommar 2007, till höger: Stockholms Inteckningsaktiebolag 1902. |  | Till vänster: Medelhavsmuseet i Stockholm, sommar 2007, till höger: Stockholms Inteckningsaktiebolag 1902. |
| Till vänster: Medelhavsmuseet i Stockholm, sommar 2007, till höger: Stockholms Inteckningsaktiebolag 1902. |  | |

Gustav Horns palats (även Hornska palatset, Liewenska huset, Palinska huset, Inteckningsbanken) är ett palats i kvarteret Johannes större på Fredsgatan 2 i Stockholm. Fastigheten är blåmärkt av Stadsmuseet i Stockholm, vilket är det starkaste skyddet och innebär "att bebyggelsen bedöms ha synnerligen höga kulturhistoriska värden".
Huset byggdes 1642–1648, för fältmarskalken Gustaf Horn, men brann i slutet av 1800-talet och byggdes om i förändrad karaktär på det gamla palatsets murar. Under tiden som huvudkontor för Inteckningsbanken byggdes huset till åt Fredsgatan och Jacobsgatan. Dagens exteriör härrör från 1930-talet, och idag hyser byggnaden Medelhavsmuseet samt delar av Regeringskansliet. Byggnaden är sedan 1993 ett statligt byggnadsminne.

## Gustav Horns palats
Palatset i tre våningar uppfördes för fältmarskalken Gustaf Horn 1642–1648. Vid denna tid hade kring Malmtorget (dagens Gustav Adolfs torg) nyss reglerats av stadsingenjören Anders Torstensson. Enligt ett beslut av Riksrådet från 1634 hade trähusen rivits för att ersättas med stenhus. Utflyttningen till Norrmalm blev under 1640- och 1650-talet lite av en modesak, och runt torget uppfördes flera adelspalats. Granntomten vid Fredsgatan bebyggdes samtidigt av slottsbokhållaren Johan Eriksson, och mitt emot byggde fältmarskalken Lennart Torstenson sitt palats (se Torstensonska palatset). Hornska palatset hade spirklädda volutgavlar och koppartak. Flyglarna åt norr var från början tvåvåniga och hade platt tak enligt en teckning för Sueciaverket men byggdes på en våning under 1600-talets senare hälft. Även en fjärde länga mot Jakobsgatan byggdes. Skälet var främst att ägarna ville skapa lägenheter för uthyrning. Av Horns 1600-talspalats återstår idag bara murarna upp till tredje våningen med huggna hörnkedjor.

### Svea hovrätt
Efter att slottet Tre Kronor brunnit ned 1697 blev hovrätten hemlös. 1730 flyttade man in i huset (som då kallades Liewenska huset). Här förblev man fram till 1756 då man flyttade till Wrangelska palatset.

## Palinska huset

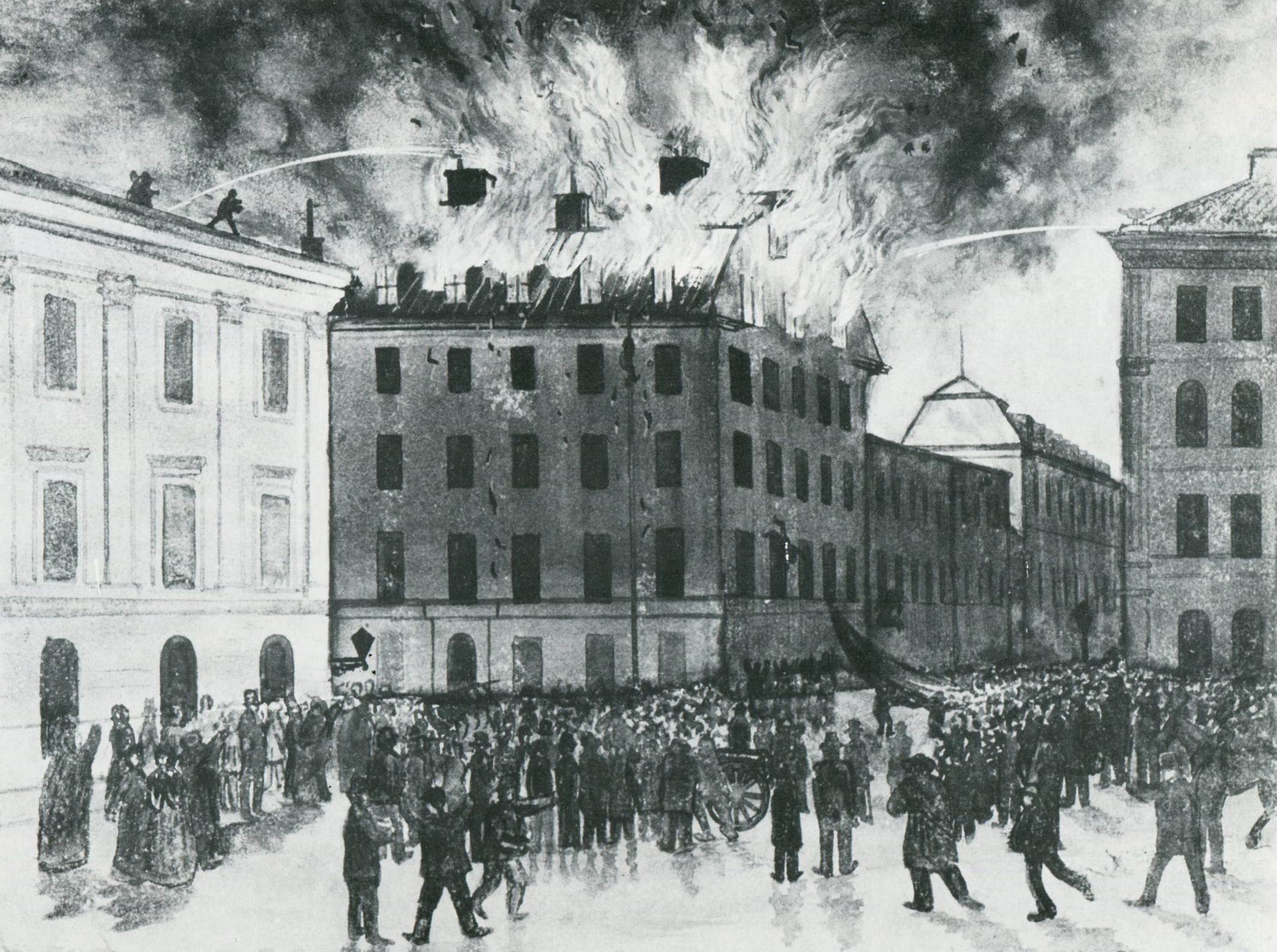
Palinska huset brinner 1873.

År 1814 köptes palatset av N.G. Palin. Det kallas därför ibland för "Palinska huset". 
Bland hyresgästerna fanns Carl och Fredrika Limnell som vintertid flyttade sitt omfattande sällskapsliv med kända kulturpersonligheter från Villa Lyran in till stadsvåningen. Interiörbilder av hur våningen såg ut och anekdoter om vilka personer som umgicks i hemmet finns i Lotten Dahlbergs bok om Fredrika Limnell och ger en god bild av hur ett välsituerat kulturellt hem kunde se ut i 1870-talets Stockholm.[källa behövs]
Sent på kvällen 11 november 1873 kom elden lös i huset med ett flertal dödsoffer som följd. Staden insåg att detta hade kunnat förhindras med ett tids- och ändamålsenligt brandförsvar. Elden ledde således till att det pågående arbetet med brandväsendets omdanande påskyndades, och till bildandet av Stockholms brandförsvar i och med 1875 års brandordning.

## Inteckningsbanken

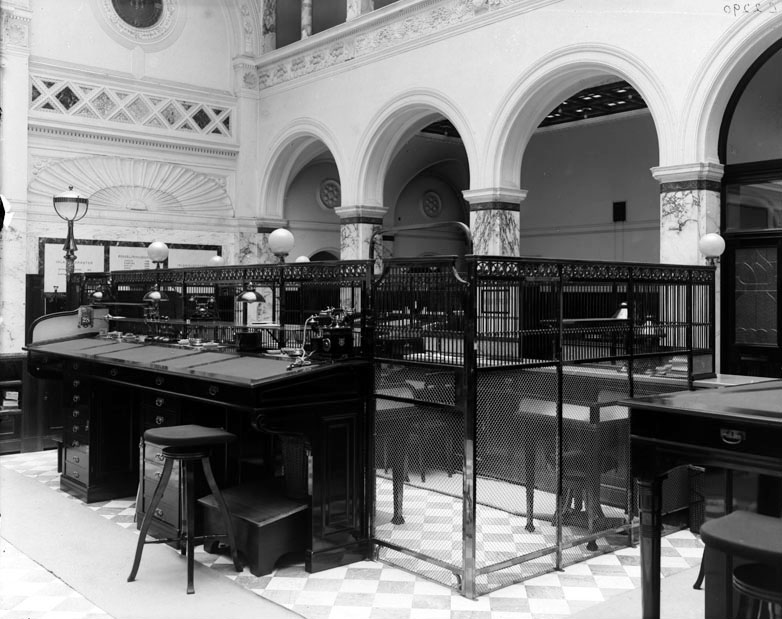
Bankhallen kring 1905.

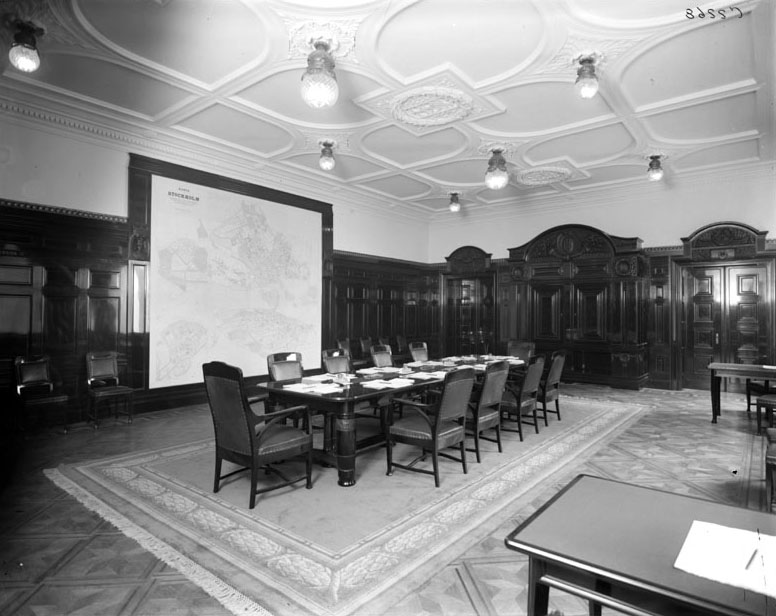
Styrelserummet kring 1905.

Stockholms Inteckningsaktiebolag (som 1943 bytte namn till Inteckningsbanken) köpte under direktör Henrik Palmes ledning 1874 in den brandskadade fastigheten för 515 000 kr. 1870-talets bankspecialist, arkitekten Ernst Jacobsson skapade ett nytt bankpalats med nyrenässansfasader på de gamla brända murarna. Inteckningsbanken blev härmed pionjär i tre avseenden:
- För det första var man först ut i Stockholm att placera sitt bankhuvudkontor på Norrmalm. Traditionellt sett hade Gamla Stan utgjort stadens finansiella centrum, men det började runt denna tiden förskjutas norrut, och inom några årtionden skulle bankpalatsen trängas utmed Fredsgatan och Arsenalsgatan.

- Den andra nymodigheten var att banken förlade banksalen i husets botten och lät den belysas från gården. Banksalen var två våningar hög och stack ut i en halvcirkel mot gården. I bottenvåningen placerade också kassavalvet, och i övrigt rymde den butiker. Styrelserummet och kontorsrum var belägna en trappa upp. I övrigt rymde huset till en början bostäder.

- För det tredje byggde man 1884 landet första depositionsvalv i souterrängvåningen mot Jakobsgatan. Väggarna och de 308 facken var av järn, och valvet belystes med elektriskt ljus och värmdes av varmvatten[9]

- 1893–1898 huserade Palmgrenska samskolan i byggnaden på Malmtorgsgatan 1.[10]

### Ombyggnad 1903–1905
Lokalbehoven ökade med åren, och banken tog nya delar av huset och kvarteret i besittning: 1886 köpte man grannfastigheten på Fredsgatan  och 1900 motsvarande på Jacobsgatan. En arkitekttävling anordnades 1902 till vilken arkitekterna Aron Johansson, Fredrik Liljekvist, Gustaf Wickman, Ernst Stenhammar och Rudolf Arborelius (som även var knuten till banken som värderingsman) inbjöds för att samordna fastigheterna. 
Inget av förslagen föll dock direktör Palme på läppen, som istället lät Arborelius omforma Palmes egna idéer, inspirerade av Cortilen i Palazzo Bevilacqua i Bologna om en stor täckt bankhall omgiven av arkader och övre gallerier. Arborelius skapade en 10 meter hög bankhall som täcktes med ett plant spröjsat glastak. Inredningen gick i vitt och grönt, med pelare av grekisk marmor och en skulpterad fris av spansk täljsten. Elever vid bildhuggarskolan i Florens hade utfört de joniska marmorkolonetternas kapitäler. Den barockmässiga marmortrappan skickades i monteringsfärdigt skick från Belgien.
Valvet försågs med en dörr med glasfront, tillverkad av Rosengren i Göteborg inför Stockholmsutställningen 1897, och som blottade mekaniken. Det nya depotionsvalvet utökade antalet fack till 3000.
Exteriört anpassades nybyggnaderna till Jacobsons nyrenässansfasad, och byggnaden försågs med en balustrad.

### Fasadförändring 1934

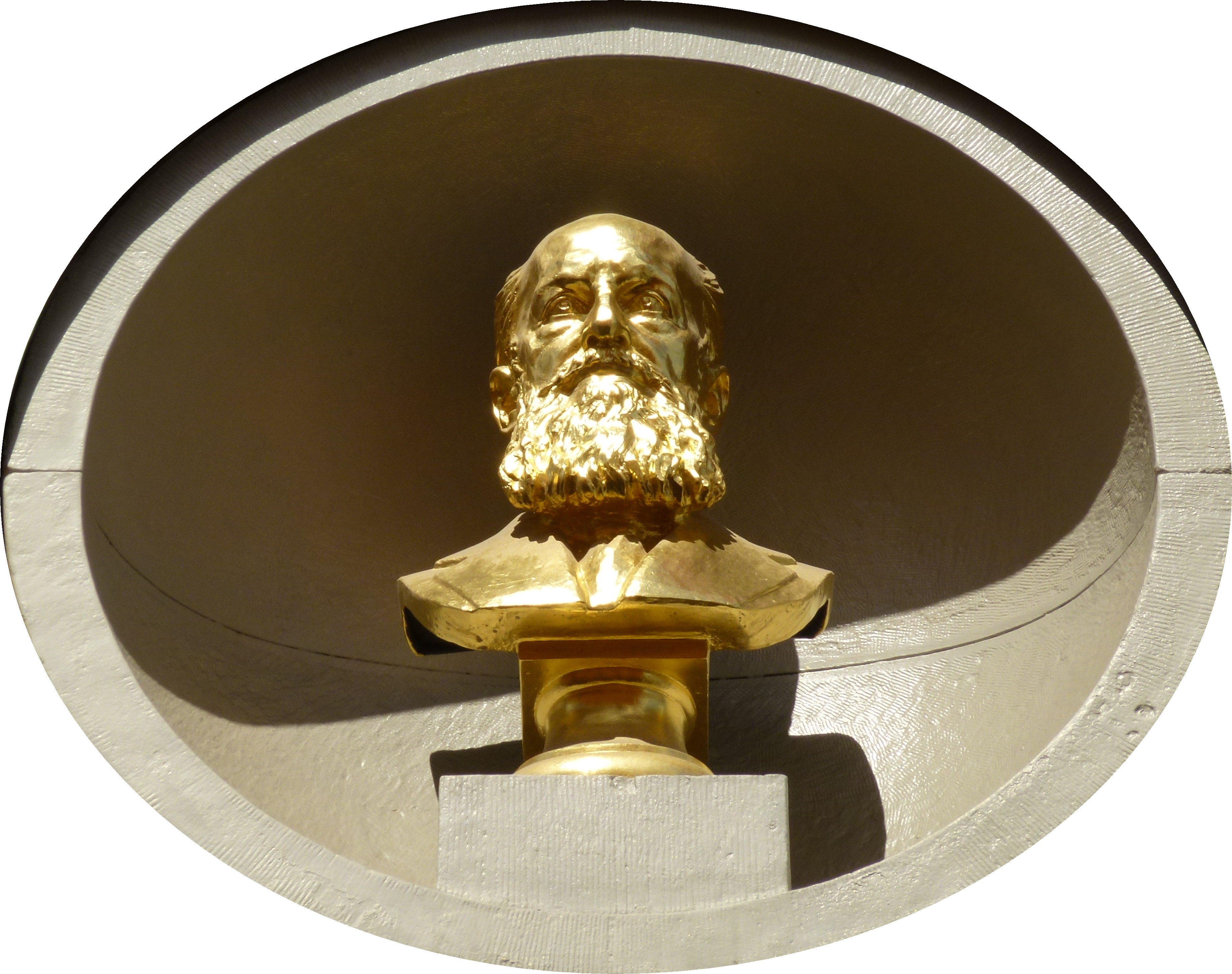
Henrik Palmes byst på Medelhavsmuseets fasad mot Fredsgatan.

Den detaljrika fasaden ersattes på 1934 av släta gulputsade ytor under ledning av arkitekten Hakon Ahlberg och byggmästaren Olle Engkvist. Alla nyrenässansornament försvann och byggnaden fick ny portal och gallergrind och i en nisch över kalkstensportalen mot Fredsgatan placerades en byst över bankens grundare J.H. Palme. Tanken med fasadförändringen var att knyta den moderna formen till i något av karaktären från 1600.
Huset fortsatte att fungera som bankkontor för Svenska Handelsbanken efter övertagande av Inteckningsbanken 1955 och kontoret stängde först 1977.

## Medelhavsmuseet och Regeringskansliet

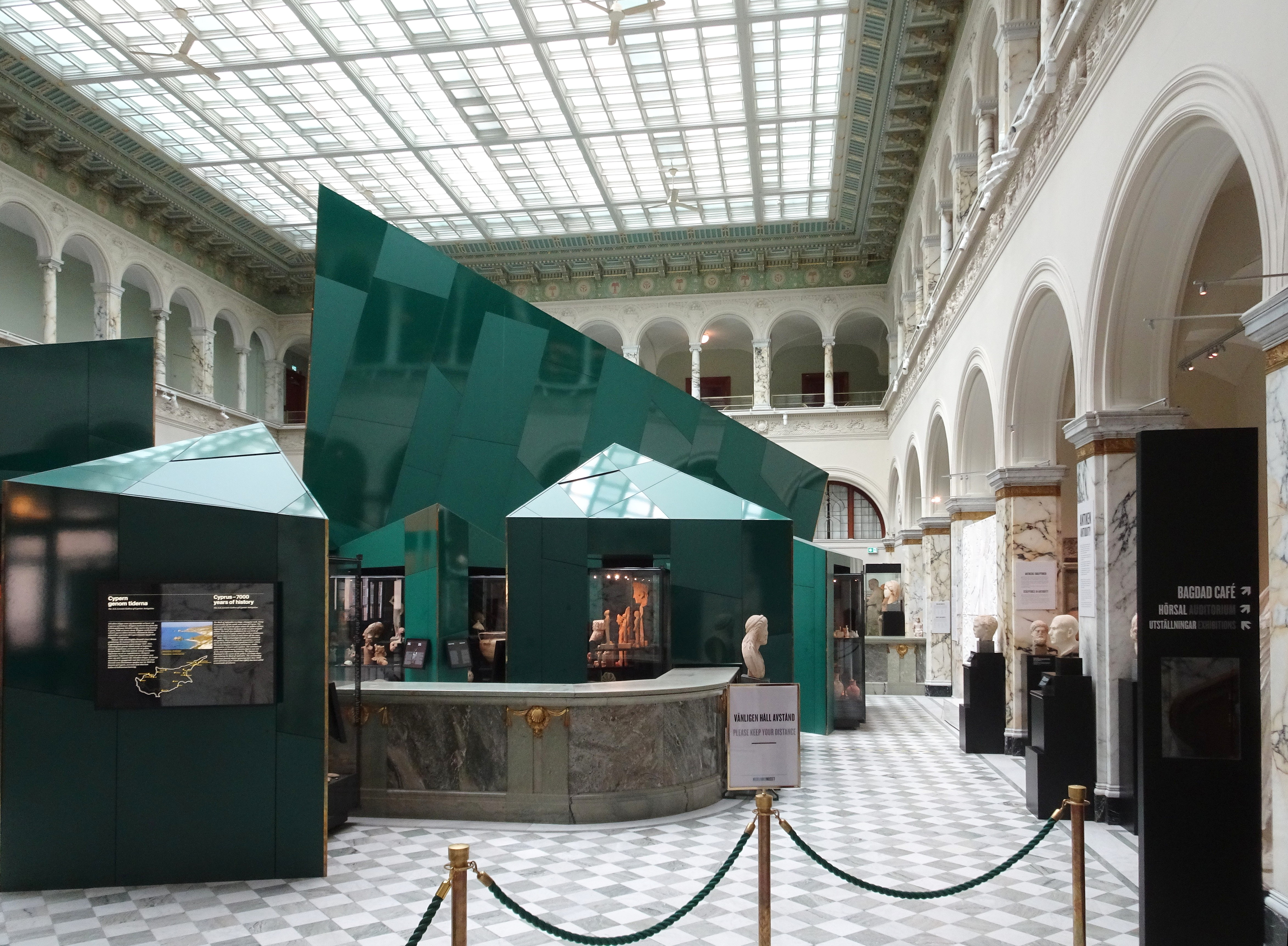
Utställning i Inteckningsbankens gamla banksal, 2020.

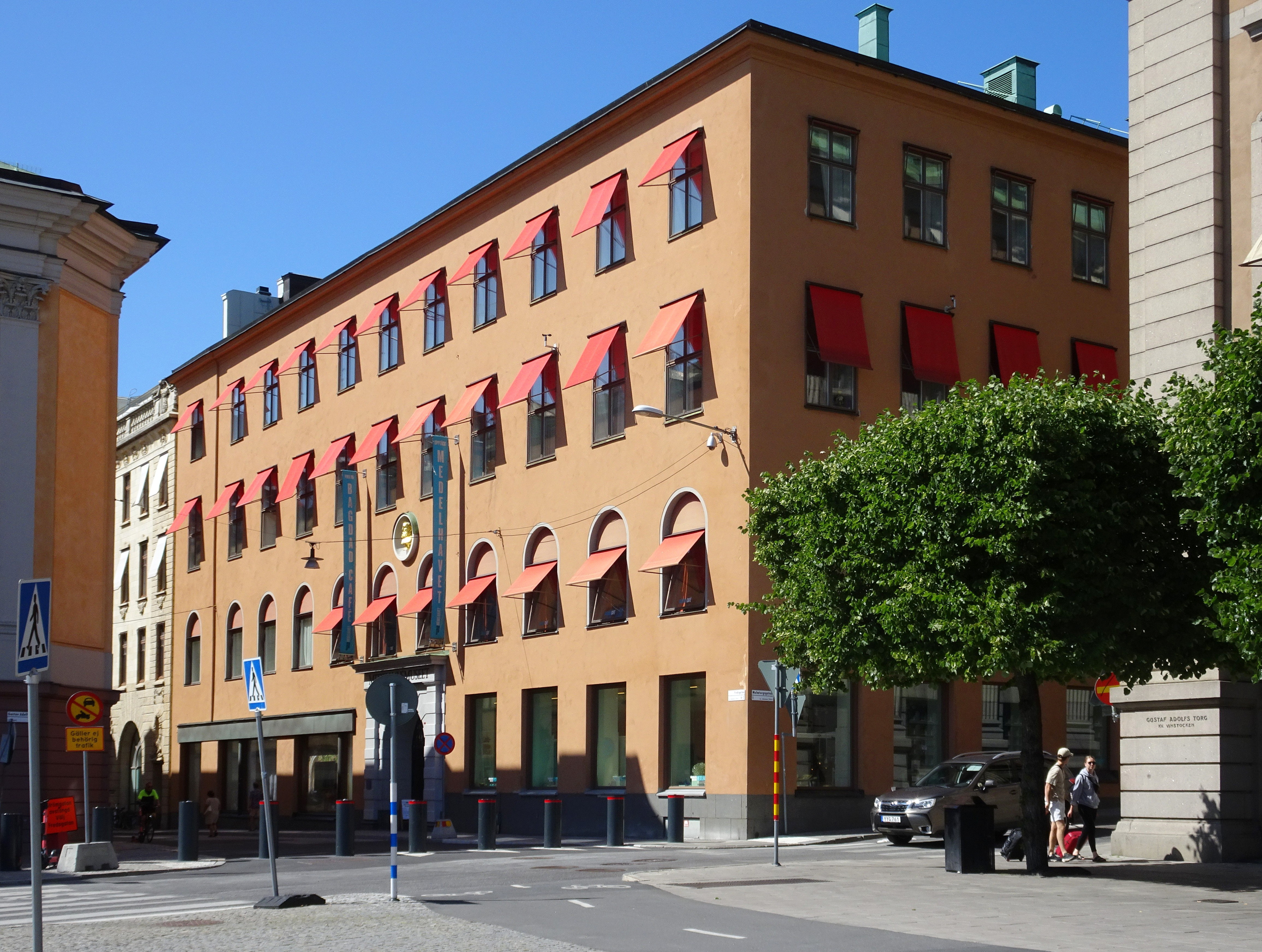
Fasaden mot Fredsgatan, 2020.

Staten hade förvärvat byggnaden 1967 och sedan 1982 finns Medelhavsmuseet i byggnaden. Huset byggdes även om 1996–97 för att rymma delar av Regeringskansliet
Byggnaden är sedan 1995 statligt byggnadsminne och förvaltas av Statens Fastighetsverk.